# Thomas Koch (Jurist)

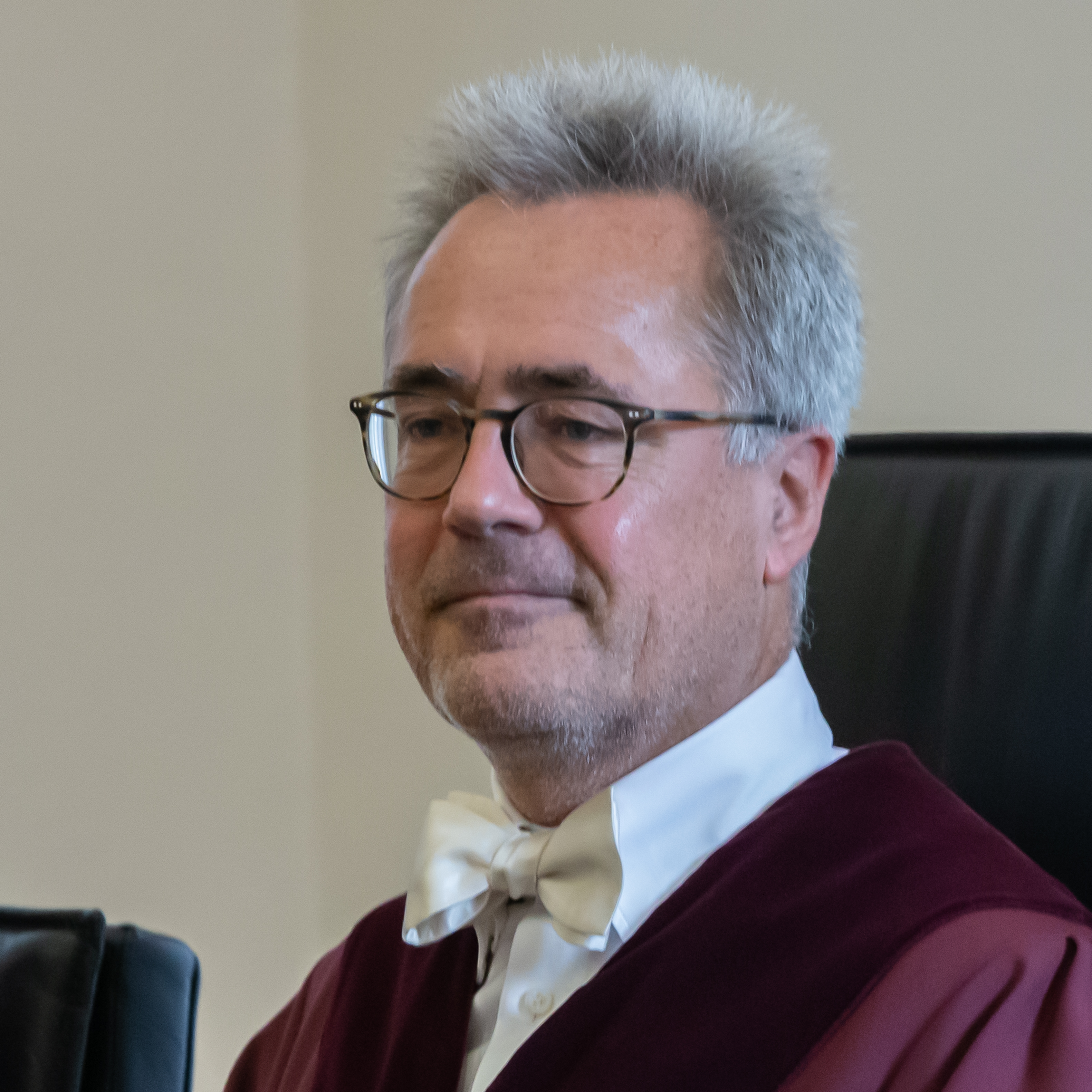
Thomas Koch bei einer Verhandlung (2018)

Thomas Koch (* 5. Dezember 1961 in Mainz) ist Vorsitzender Richter am Bundesgerichtshof und Honorarprofessor der Universität Köln.

## Leben
Thomas Koch ist Sohn des Richters und Rechtswissenschaftlers Hans-Jörg Koch. Nach der Schulzeit auf dem Gymnasium Alzey studierte er zunächst Philosophie, Politikwissenschaft und Geschichte. Erst später wechselte er in das Studienfach Rechtswissenschaft. Nach dem Studium arbeitete er zunächst als wissenschaftlicher Mitarbeiter der Universität Mainz. Er wurde mit einer 1996 veröffentlichten Dissertation mit dem Titel  „Recht, Macht und Liebe in Richard Wagners Der Ring des Nibelungen“ an der Universität Mainz promoviert.
Ab 1992 war Koch im höheren Justizdienst des Landes Rheinland-Pfalz tätig. Dort war er bei der Staatsanwaltschaft Mainz, der Verwaltung des Landtags Rheinland-Pfalz, dem Ministerium der Justiz des Landes Rheinland-Pfalz und dem Landgericht Mainz tätig. 1996 wurde er zum Richter am Landgericht Mainz ernannt. Von 1999 bis Ende 2001 war er als wissenschaftlicher Mitarbeiter an den Bundesgerichtshof abgeordnet. Seit 2002 war er Richter am Oberlandesgericht Koblenz. Seit dem 16. August 2006 ist er als Richter am Bundesgerichtshof tätig. Dort war er zunächst dem VIII. Zivilsenat, später dem vornehmlich für das Wettbewerbs-, Marken- und Urheberrecht sowie das Transportrecht zuständigen I. Zivilsenat zugeordnet. Ab Juli 2014 war er dessen stellvertretender Vorsitzender. Seit Juli 2018 ist er Vorsitzender des I. Zivilsenates.
Seit 2014 ist Koch Honorarprofessor der Universität Köln.
Thomas Koch ist verheiratet, Vater von drei Kindern und lebt in Rheinhessen.

## Veröffentlichungen
- Recht, Macht und Liebe in Richard Wagners „Der Ring des Nibelungen“. Nomos, Baden-Baden 1996, ISBN 978-3-7890-4421-2 (zugleich Dissertation, Universität Mainz, 1996).
- GOOD NEWS aus Luxemburg? Förderung fremden Wettbewerbs ist keine Geschäftspraktik. In: Christian Alexander, Joachim Bornkamm u. a. (Hrsg.): Festschrift für Helmut Köhler zum 70. Geburtstag. C. H. Beck, München 2014, ISBN 978-3-406-67105-0.
- Das Schweigen des Marcel Duchamp, Anmerkungen zur BGH-Entscheidung „Beuys-Aktion“, in: Wolfgang Büscher, Willi Erdmann, Maximilian Haedicke, Helmut Köhler, Michael Loschelder (Hrsg.) Festschrift für Joachim Bornkamm zum 65. Geburtstag, C. H. Beck, München (2014), 835.
- Koch ist Koautor beim juris-Praxiskommentar UWG (2013).